# Теорія та практика судової експертизи і криміналістики
| Країна видання       | Україна                     |
| -------------------- | --------------------------- |
| Періодичність виходу | 4 рази на рік               |
| Мова                 | Українська, англійська      |
| Головний редактор    | Олександр Миколайович Клюєв |
| Засновано            | 1991 рік                    |
| ISSN                 | 1993-0917                   |
| e-ISSN               | 2708-5171                   |

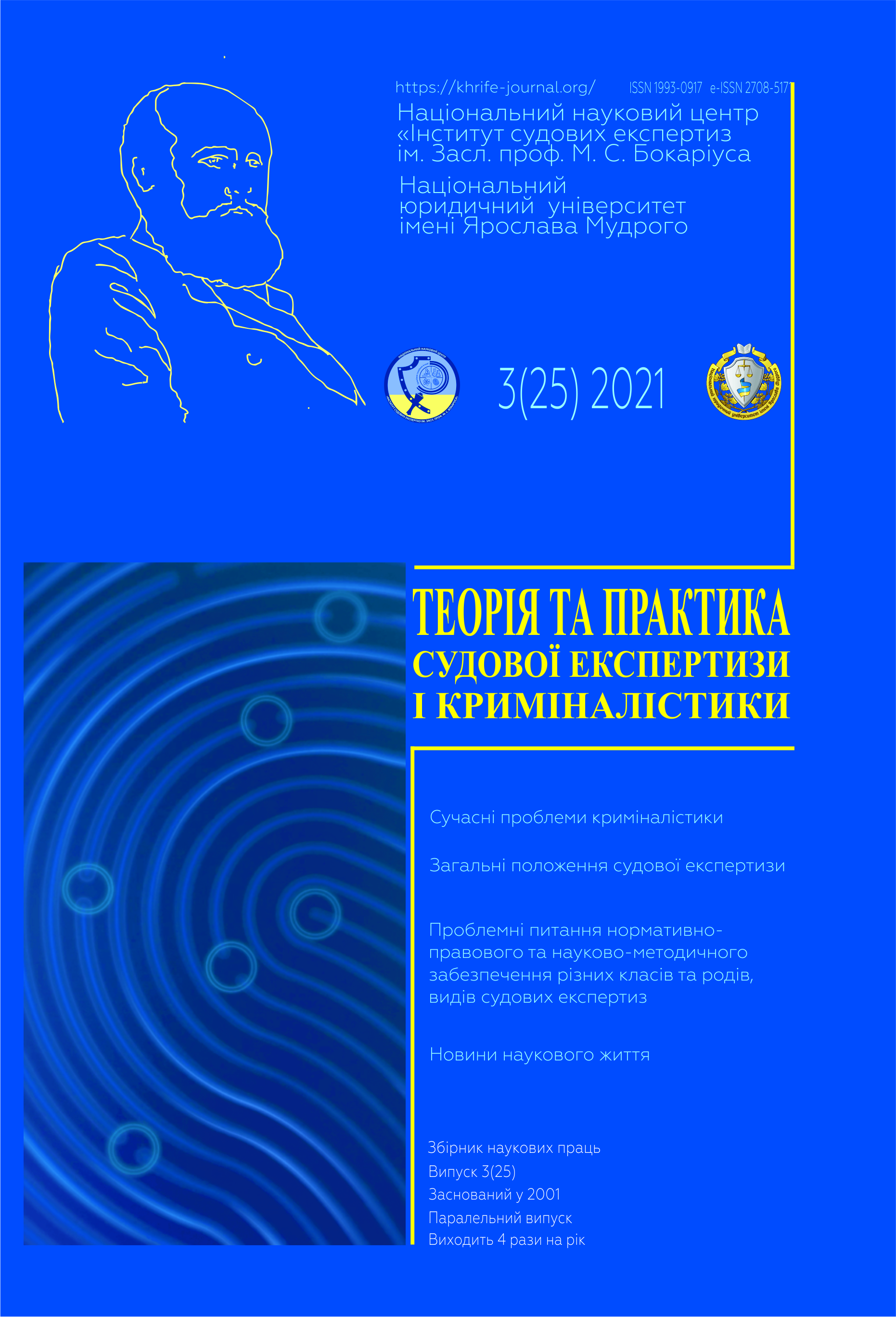

«Теорія та практика судової експертизи і криміналістики» —  збірник наукових праць Національного наукового центру «Інститут судових експертиз ім. Засл. проф. М. С. Бокаріуса». Видається з 2001 р. Національним науковим центром «Інститут судових експертиз ім. Засл. проф. М. С. Бокаріуса» разом із Національним юридичним університетом імені Ярослава Мудрого та виходить друком чотири рази на рік змішаними мовами, паралельними випусками: українською, англійською.

## Історія
Перший  випуск Збірника, що вийшов у 2001 році, був присвячений 55-річчю видання  роботи Сергія Михайловича Потапова «Введение в криминалистику» і містив всього близько 60 статей. У   наступному,  другому,  випуску вже було опубліковано у  два рази більше  —  сто шістнадцять статей,  у авторах  —  29 докторів, 74  кандидати наук. У  збірнику  розмістили  свої  статті  43  зарубіжні автори  з  Литви, Казахстану, Азербайджану, Вірменії, Сполучених Штатів  Америки. Збільшилась  кількість  рубрик. Збірник наукових праць почав виходити у співзасновництві з ученими  Національної  юридичної  академії  України  імені  Ярослава Мудрого (зараз    — Національний  юридичний  університет імені Ярослава Мудрого). До редагування «Теорія та практика судової експертизи і криміналістики» почали долучатись зарубіжні вчені. Популярність і вплив Збірника у науковій спільноті зростали і Міністерство  юстиції  України  підтримало  пропозицію збільшити кількість випусків  — з 2019 року збірник виходить двічі на рік без зменшення обсягу. Із 2021 року кількість випусків збільшено ще вдвічі більше —  до чотирьох випусків на рік. 
Усього  за  два  десятиліття побачили  світ  більше ніж 1700 наукових  статей, авторами  яких  є  понад  350  докторів  та понад 800 кандидатів  наук, 350 науковців  із зарубіжжя. З  урахуванням  високого  рівня  публікацій  у збірнику, схвальних  відгуків наукової  спільноти  України  і  зарубіжжя, видання внесено до переліку наукових фахових видань України, у яких можуть  публікуватися  результати  дисертаційних  робіт  на  здобуття наукових ступенів доктора та кандидата наук (доктора філософії).

## Галузь науки
Спеціальність ДАК України (Перелік 2011 р.): 
12.00.07. «Адміністративне право і процес; фінансове право; інформаційне право»
12.00.09 «Кримінальний процес та криміналістика; судова експертиза; оперативно-розшукова діяльність».

## Реєстрація збірника в міжнародних наукометричних базах, репозитаріях, каталогах
1. Index Copernicus International (ICV 2020: 97,40)
2. DOAJ
3. Ulrich’s
4. ERIH PLUS
5. WorldCat
6. Directory of Research Journals Indexing (DRJI)
7. Bielefeld Academic Search Engine (BASE)
8. Academic Research Index (ResearchBib)
9. RefSeek
10. CORE
11. EuroPub
12. Eurasian Scientific Journal Index (ESJI)
13. Vernadsky National Library[3]

## Фахова реєстрація
Збірник наукових праць включено до Переліку наукових фахових видань України, в яких можуть публікуватися результати дисертаційних робіт на здобуття наукових ступенів доктора і кандидата наук: наказ Міністерства освіти і науки України від 02.07.2020 №886.
1. ↑  Збірник наукових праць «Теорія та практика судової експертизи та криміналістики» включено до категорії «Б» Переліку наукових фахових видань України. www.hniise.gov.ua. Процитовано 16 серпня 2022.
2. ↑  Vol 20 No 2 (2019): Theory and Practice of Forensic Science and Criminalistics | Theory and Practice of Forensic Science and Criminalistics. khrife-journal.org (амер.). Процитовано 17 серпня 2022.
3. ↑  Indexing | Theory and Practice of Forensic Science and Criminalistics. khrife-journal.org. Процитовано 17 серпня 2022.
4. ↑  Theory and Practice of Forensic Science and Criminalistics. khrife-journal.org. Процитовано 16 серпня 2022.